# Палеофлористика
Палеофлористика — раздел палеоботаники, который занимается изучением состава флоры какой-либо определённой территории в определённый отрезок времени в прошлых геологических эпохах.
В задачи данной отрасли палеоботаники входит выявление сходства и различий различных флор с другими одновозрастными флорами, определение различных флористических изменений во времени, а также проведение палеофитогеографического районирования. Проведения изучения распределения ископаемых растений в земной коре предоставляет надёжный материал для стратиграфии (расчленение, корреляция и датировка отложений), а также для выполнения палеогеографических реконструкций.